# Umbria Jazz
Umbria Jazz est un important festival de jazz qui se déroule à Pérouse en Ombrie tous les ans au mois de juillet.

## Lieux
Initialement le festival était itinérant, et se produisait dans plusieurs lieux de la région, d'où son nom Jazz en Ombrie : Piazza Del Popolo à Todi, Piazza IV Novembre à Pérouse, théâtre romain de Gubbio, forteresse de Spolète, ainsi qu'à Terni, Orvieto, Foligno, Città di Castello, et Assise.
Tous les spectacles se donnent à Pérouse, sur plusieurs scènes dans la ville : l'Arène Santa Giuliana, le Teatro Del Pavone, le théâtre municipal Morlacchi, l'église San Francesco al Prato, l'oratorio di Santa Cecilia, la Galerie nationale de l'Ombrie, la cathédrale, la basilique Saint-Pierre, ou même le stade de football.

## Histoire du festival

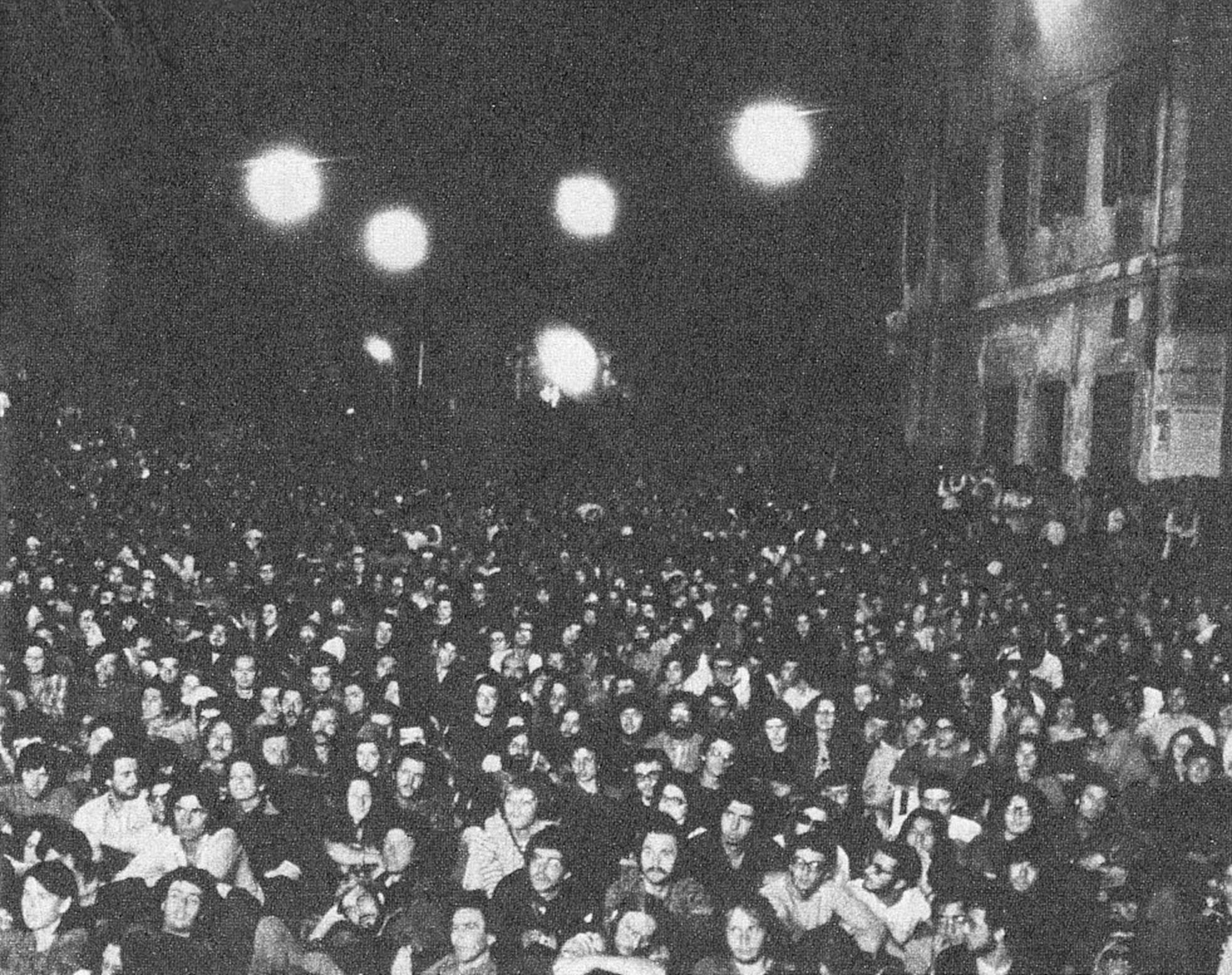
Le public de Umbria Jazz en 1975.

La première édition de ce festival gratuit a lieu en 1973 (Sun Ra, Weather Report, Count Basie), et son succès immédiat fait affluer un public très nombreux dans les paisibles villages concernés. Les rues sont prises d'assaut par les visiteurs, qui y installent leurs sacs de couchage, bloquant parfois l'accès des musiciens à la scène. Ce succès est diversement apprécié par les habitants.
L'édition de 1976 (George Coleman, Art Blakey, Dizzy Gillespie) voit les organisateurs débordés par le nombre de spectateurs, et attire au-delà du festival un rassemblement politisé, l'Italie se trouvant à l'époque au cœur de ses années de plomb. De petits groupes de manifestants profitent de l'évènement, des émeutes éclatent à Todi, la police vient en nombre, créant un climat tendu à la place de l'ambiance festive du festival. Stan Getz et Chet Baker sont hués.
L'opposition d'idées entre les milieux politiques et artistiques est alors d'une telle force que les organisateurs décident d'annuler l'édition 1977 de l'Umbria Jazz.
Après de multiples controverses, le festival revient en 1978 dans une formule qui tente en vain de limiter l'afflux des spectateurs, en instaurant deux concerts simultanés chaque soir dans des villes différentes. Le festival devient ingérable, et les administrateurs sont contraints d'abandonner : c'est la dernière édition du festival.
En 1982, le festival est relancé avec de nombreux changements : les collectivités territoriales et le comité du tourisme ne s'occupent plus de la gestion. Celle-ci est sous la responsabilité de l'ARCI (Associazione Ricreativa e Culturale Italiana, l'Association italienne de loisirs et de culture), très présente dans la région. Elle crée en 1985 l'Association à but non lucratif Umbria Jazz, qui gère la marque Umbria Jazz, propriété de la Région, et qui s'occupe de la programmation, de la régie des spectacles, de l'organisation logistique du festival, et de la recherche de partenaires financiers. Le Président de l'Association est actuellement Renzo Arbore, et Carlo Pagnotta, l'un des fondateurs du festival, en est le Directeur artistique.
La renaissance du festival en 1982 se concentre uniquement à Pérouse, sous un chapiteau à l'extérieur de la ville, les problèmes des années 1970 étant encore présents dans les mémoires.
Quelques années plus tard est créée à l'initiative de la Région la Fondation Umbria Jazz, qui doit assurer les ressources financières du festival. Pour la première fois, les concerts importants deviennent payants.

## Choix artistiques
Depuis sa reprise en 1982, le Umbria Jazz se permet quelques incursions vers d'autres territoires tels que la pop rock (Elton John, Earth Wind & Fire, Sting, Simply Red), le rock (Eric Clapton), le blues (James Brown) et le gospel, ainsi que les musiques brésiliennes ou latines (Mercadonegro), mais le jazz (en particulier le jazz italien) y reste prépondérant.